# René De Coninck
René De Coninck (Bredene, 24 januari 1907 – Beveren, 31 maart 1978) was een Belgisch kunstschilder, graficus en illustrator.

## Biografie
René Jean Camille De Coninck werd geboren als de zoon van Théophile Oscar De Coninck, een loodgietersbaas, en Alice Anna Verdonck. Hij was het vijfde kind in een gezin van zes. Bij de geboorte van het zesde kind sterft moeder De Coninck.
Hij toonde als kind reeds een aanleg voor de tekenkunst, die hij had geërfd van zijn moeder. In zijn jeugd had hij te Oostende enkele contacten met James Ensor en met Constant Permeke. Deze laatste was goed bevriend met De Conincks vader. De Coninck liep school in de Albertschool te Oostende.

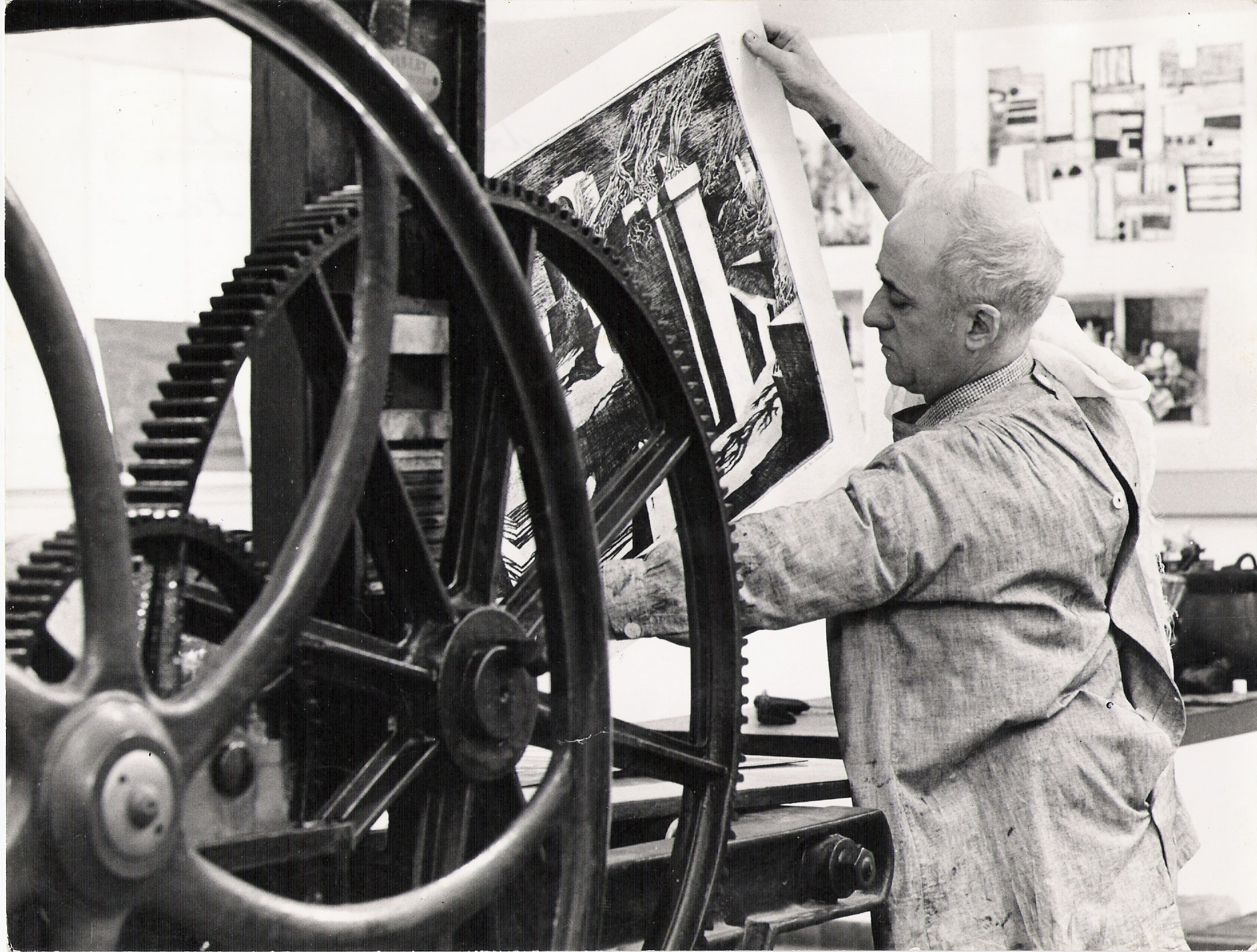
René De Coninck in zijn atelier

In 1924 trok De Coninck naar Bournemouth, waar zijn oom musicus was. Hij schaafde er zijn kennis van de Engelse taal bij en schreef er zich tevens in aan de plaatselijke Academie voor Schone Kunsten, waar hij aldus zijn vroegste artistieke opleiding (1924-1925) kreeg. Terug in eigen land had hij eerst een paar jaar allerlei losse baantjes in hotels en fabrieken. Hij schreef zich in aan de Brusselse Academie en werkte er o.l.v. Jean Delville (1929-1931).
In 1931 vestigde hij zich, eerder door een toevallige samenloop van omstandigheden, te Antwerpen (Sint-Anneke). In deze stad volgde hij, na een toelatingsexamen, de leergangen van de Koninklijke Academie voor Schone Kunsten en van het Nationaal Hoger Instituut voor Schone Kunsten. Hij kreeg er onderricht van de grafische kunstenaars Jules de Bruycker en Louis Peeters. In die jaren ontstonden zijn eerste etsen zoals “Fanfare” en “Maagtribulatiën”.
Een groot gedeelte van dit vooroorlogse oeuvre (platen zowel als afdrukken) ging verloren, toen zijn woning in 1944 door V-bommen werd getroffen.
In 1946 werd De Coninck tot leraar etsen benoemd aan de Antwerpse Academie (onder de directie van Constant Permeke, later van Isidore Opsomer). Dit betekende min of meer het einde van zijn voorheen nogal ongebonden bestaan, tijdens hetwelk hij aan de kost was gekomen onder meer als fabrieksarbeider, steward op de lijn Oostende-Dover en op internationale lijnen.
Als leraar stond hij in voor het onderricht aan enkele generaties grafische kunstenaars. Hij deed dat in een geest van onafhankelijkheid tegenover zichzelf. Hij leerde zijn leerlingen de technische aspecten van het vak, maar liet hen vrij in hun artistieke ontwikkeling. Tot zijn oud-leerlingen behoren onder meer Maurice Van den Dries, Frans Köhler, Paul Van Hoeydonck, Eugène Peters, Cel Overberghe, Frank-Ivo Van Damme en André Goezu.
In 1954 werd hij benoemd tot ridder in de Kroonorde met rangneming vanaf 8 april 1952.
René De Coninck huwde op 6 juli 1964 met Jacqueline Mardaga (1931-1981).
In 1969 werd hij bevorderd tot officier in de Kroonorde op 15 november 1968.
Tussen 1949 en zijn overlijden in 1978 werden tal van individuele tentoonstellingen van De Conincks werk ingericht. In 1971 werd De Coninck door ziekte getroffen, wat hem belette zijn artistieke taak voort te zetten.

## Situering
De Coninck groeide uit tot een van de sterkste figuratieve Vlaamse grafici uit de periode na 1945, persoonlijk in zijn inspiratie. Hij had als thema zijn rijke, grenzeloze fantasie, niét het alledaagse. In die geest zette hij de traditie van Bosch, Bruegel en Jules De Bruycker verder, zonder dat zijn bizar universum evenwel op hen geënt was. Zijn oeuvre is origineel, enkel de vreemde sfeer en de bevreemdende beklemming in sommige werken herinneren aan zijn grote voorgangers. Nu eens neigde De Coninck naar het magische realisme (schilderij “Zondagnamiddag”,Kunstmuseum aan Zee, Oostende), dan weer naar het surrealisme.
De Coninck formuleerde zelf ooit eens wat hij met zijn werk beoogde: “Ik volg de scherpe observatie van een Pieter Brueghel of van een Jeroen Bosch. Realist wil ik zijn en realisme gebruiken om mijn droom te illustreren. In mijn werk houd ik van compositie waarin ganse drommen volk en vee opmarcheren. Het karikaturale in mijn werk is niet bedoeld om de mensen te bespotten, maar beoogt het tegendeel. Ook het klein menselijke wordt aan elementen in mijn werk ondergeschikt gemaakt”.

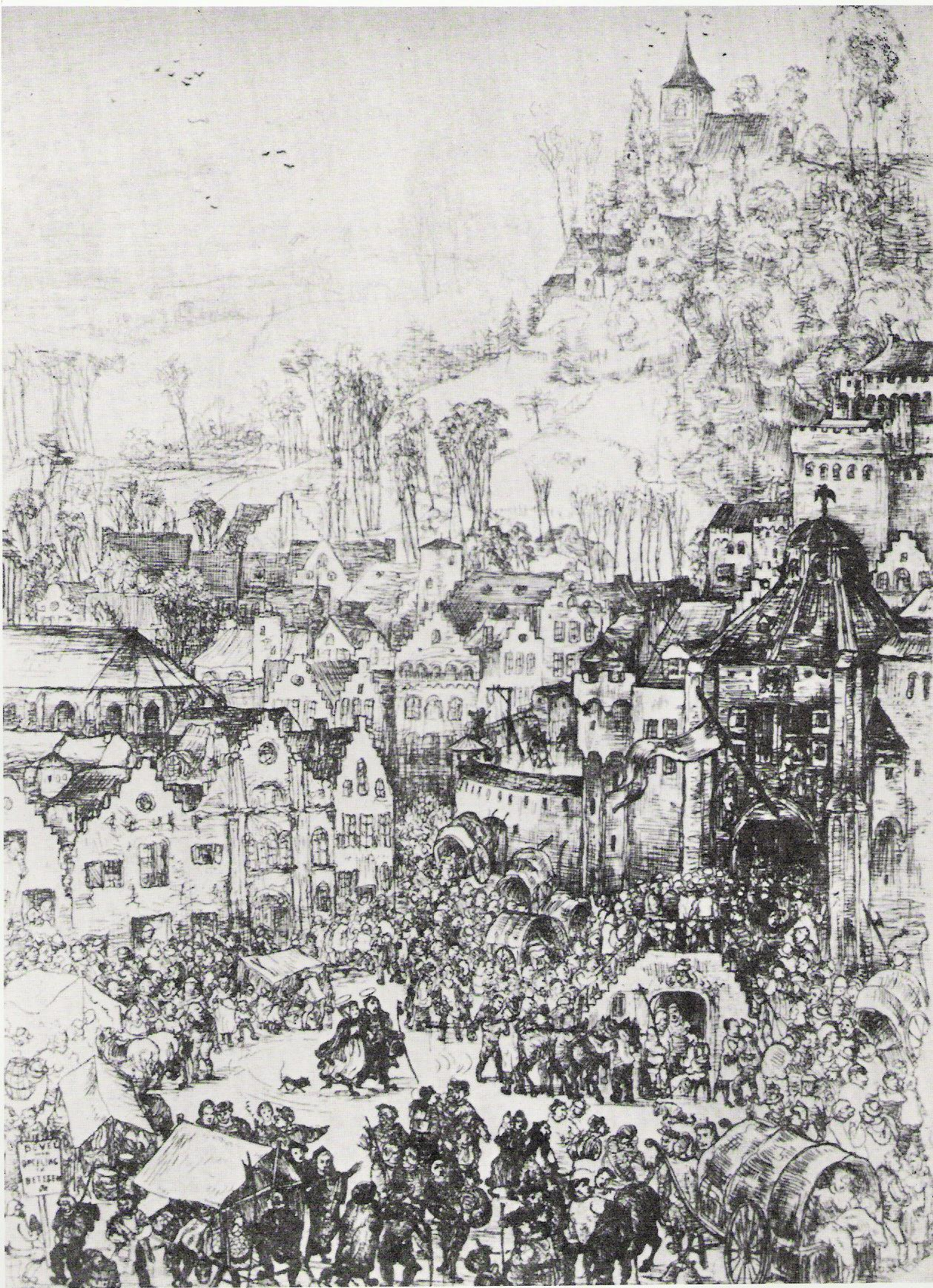
"Volkstelling te Bethlehem"

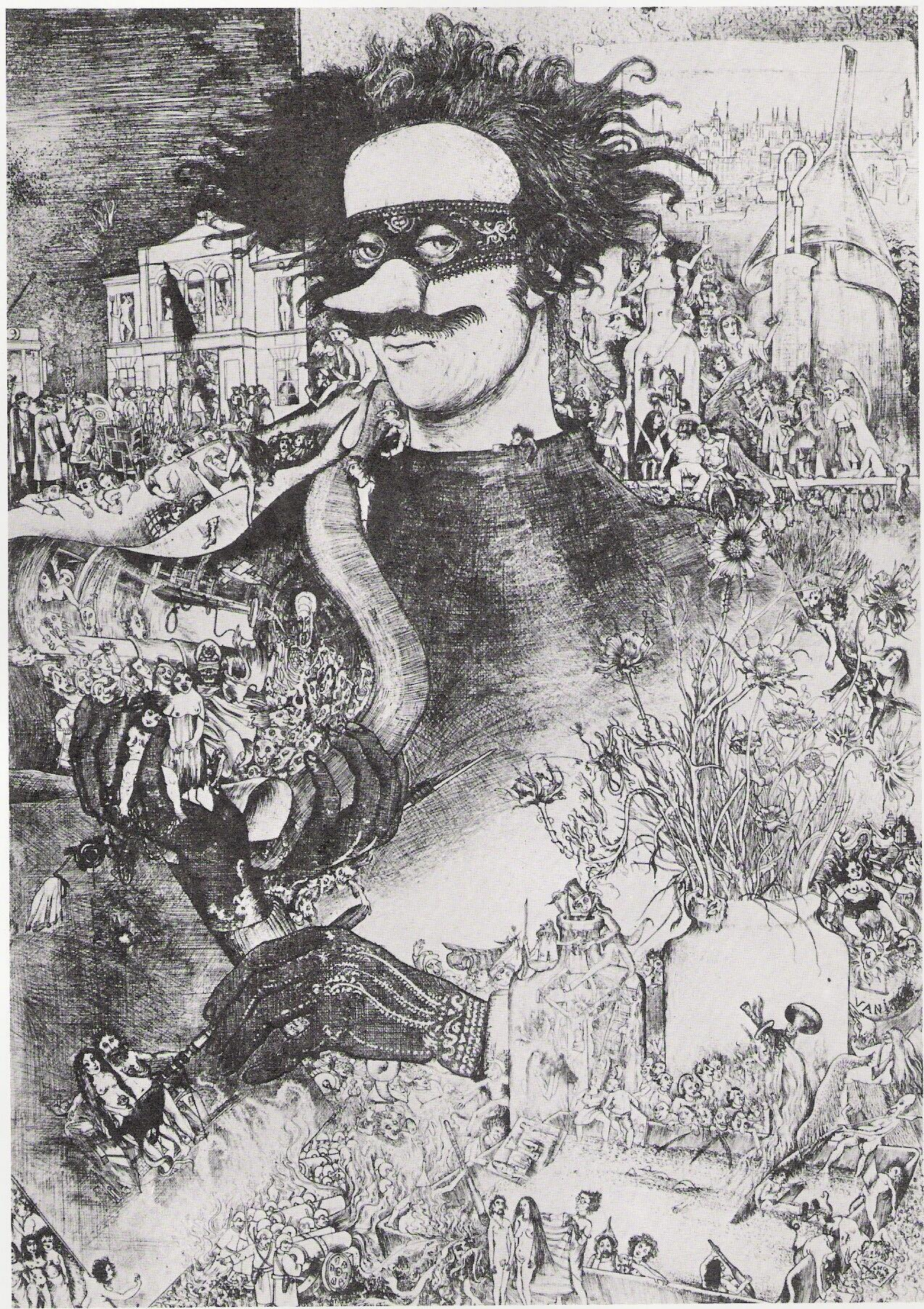
"Zelfportret met masker" (1966)

## Trivia
Er werd een gedenkplaat opgericht aan zijn geboortehuis in Bredene, langs de vaart Oostende-Brugge ter hoogte van het Sas-Slijkens.

## Musea
- Antwerpen, Archief en Museum voor het Vlaamse Cultuurleven (bewaart ook een aantal etsplaten, gelegeerd door Mevr. De Coninck)
- Antwerpen, Stadsbibliotheek
- Antwerpen, Stedelijk Prentenkabinet;
- Bokrijk, Openluchtmuseum.
- Oostende, Mu.ZEE (Kunstmuseum aan Zee)
- Bredene, Gemeentelijke Verzameling

- Bibsys: 8072202
- Gemeinsame Normdatei: 1053064527
- International Standard Name Identifier: 0000 0003 8482 368X
- Library of Congress Control Number: n80138551
- Nederlandse Thesaurus van Auteursnamen: 069465452
- RKD-Nederlands Instituut voor Kunstgeschiedenis: 20539
- Virtual International Authority File: 278779672
- WorldCat: E39PCjwr4Kv43PdBFXGQXqvtjC